# Phoroncidia alishanensis
Phoroncidia alishanensis är en spindelart som beskrevs av Chen 1990. Phoroncidia alishanensis ingår i släktet Phoroncidia och familjen klotspindlar.
Artens utbredningsområde är Taiwan. Inga underarter finns listade i Catalogue of Life.